# لاجوس فودور
لاجوس فودور هو دبلوماسي وجندي وسياسي مجري، ولد في 27 يوليو 1947 في دبرتسن في المجر. انتخب ambassador of Hungary to Australia ‏ (2003 – 2007).